# Кулигинское (сельское поселение)
«Кулигинское» — упразднённое муниципальное образование со статусом сельского поселения в Кезском районе Удмуртской Республики Российской Федерации.
Административный центр муниципального образования — село Кулига.
Законом Удмуртской Республики от 26 апреля 2021 года № 29-РЗ к 9 мая 2021 года упразднено в связи с преобразованием муниципального района в муниципальный округ.

## История
Статус и границы муниципального образования сельского поселения установлены Законом Удмуртской Республики от 19 ноября 2004 года № 66-РЗ «Об установлении границ муниципальных образований и наделении соответствующим статусом муниципальных образований на территории Кезского района Удмуртской Республики».

## Население
| 2010 | 2012  | 2013  | 2014  | 2015 | 2016 | 2017 |
| ---- | ----- | ----- | ----- | ---- | ---- | ---- |
| 1176 | ↘1101 | ↘1068 | ↘1029 | ↘998 | ↘953 | ↘909 |
| 2018 | 2019  | 2020  |       |      |      |      |
| ↘877 | ↘863  | ↘820  |       |      |      |      |

## Состав муниципального образования
| №  | Населённый пункт | Тип населённого пункта       | Население |
| -- | ---------------- | ---------------------------- | --------- |
| 1  | Бузмаки          | деревня                      | ↘46       |
| 2  | Гыявыр           | деревня                      | ↘36       |
| 3  | Доронята         | деревня                      | ↘62       |
| 4  | Желонка          | деревня                      | ↗29       |
| 5  | Жерноково        | деревня                      | ↘44       |
| 6  | Зинковский       | починок                      | →15       |
| 7  | Кулига           | село, административный центр | ↘843      |
| 8  | Левино           | деревня                      | →18       |
| 9  | Орешата          | деревня                      | ↗4        |
| 10 | Юклята           | деревня                      | ↘4        |